# Kunustara
Kunustara é uma vila no distrito de Barddhaman, no estado indiano de Bengala Ocidental.

## Demografia
Segundo o censo de 2001, Kunustara tinha uma população de 5416 habitantes. Os indivíduos do sexo masculino constituem 56% da população e os do sexo feminino 44%. Kunustara tem uma taxa de literacia de 67%, superior à média nacional de 59,5%: a literacia no sexo masculino é de 77% e no sexo feminino é de 55%. Em Kunustara, 13% da população está abaixo dos 6 anos de idade.